# 120-мм гармата F.R.C Modèle 1931

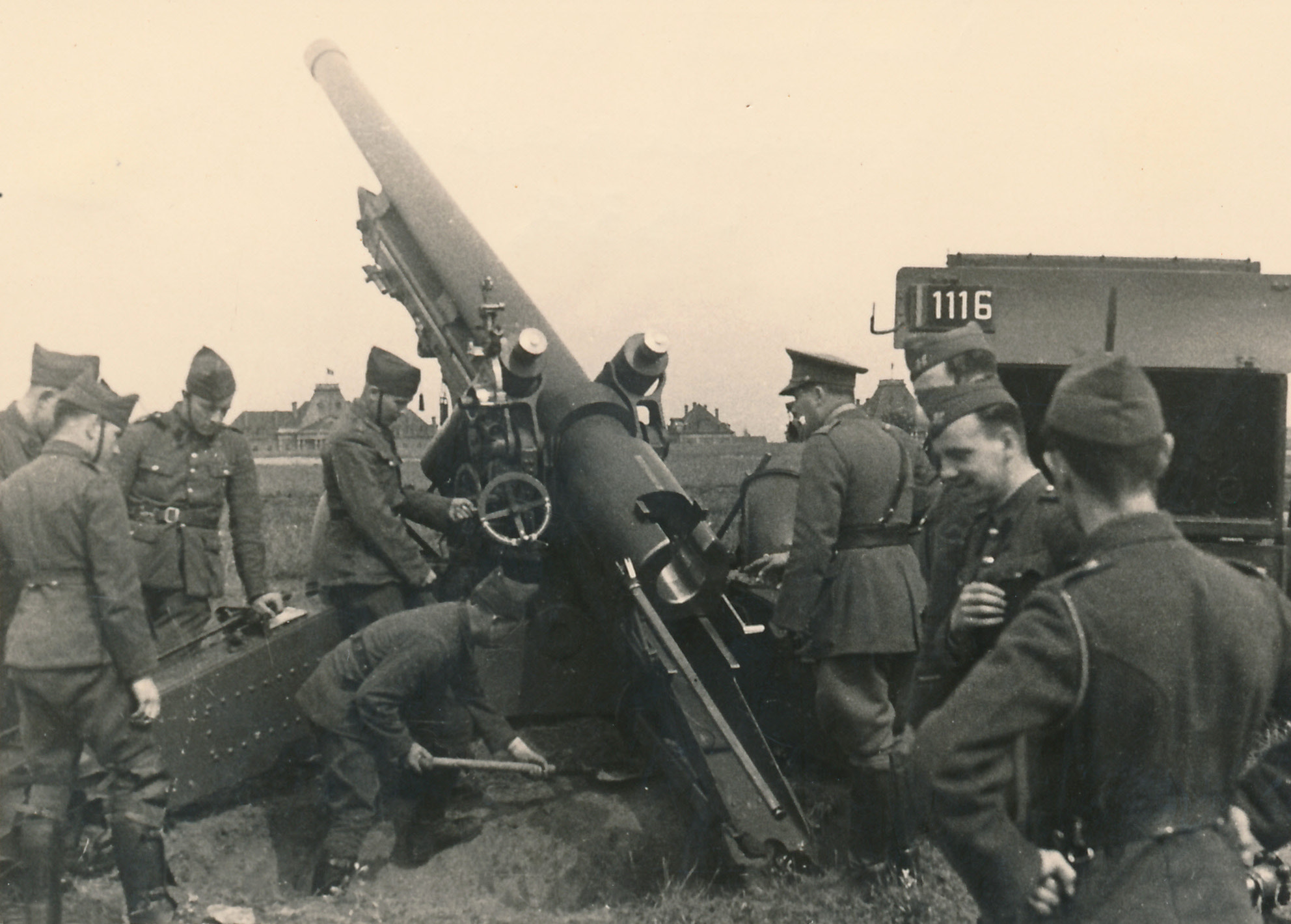
Переведення гармати FRC 120 мм mle 1931 26-го полку бельгійської армії в бойове положення.

120-мм гармата F.R.C Modèle 1931 (фр. Canon de 120mm L mle 1931) — бельгійська польова гармата періоду Другої світової війни.

## Історія
120-мм гармата F.R.C Modèle 1931 була розроблена фахівцями бельгійської компанії «Cockerill» до 1931 року. Перші зразки гармати надійшли у війська в 1934 році, загалом бельгійська армія отримала 24 гармати. Після поразки в Бельгійській кампанії та капітуляції усі польові гармати були прийняті на озброєння сухопутних військ вермахту під назвою 12 cm K 370(b). В німецькій армії їх використовували в системі берегової оборони (12 гармат були встановлені на берегові батареї, розташовані у Франції та Бельгії, ще 12 одиниць — на берегових батареях у Норвегії).